# Закруткін Віталій Олександрович
Віталій Олександрович Закруткін (рос. Виталий Александрович Закруткин; 1908—1984) — російський радянський письменник і літературознавець. Лауреат Сталінської премії третього ступеня (1951) і Державної премії СРСР (1982).

## Біографія
Закруткін народився 14 (27) березня 1908 року в Феодосії, в родині народного вчителя. З десятирічного віку працював у полі. З 1929 року його батько перевіз всю сім'ю на Далекий Схід, на станцію Завита
В 1932 році Закруткін екстерном закінчив Благовіщенський педагогічний інститут імені М.І. Калініна. Літературною діяльністю займався з 1933 року, а в 1936 році закінчив аспірантуру Ленінградського педагогічного інституту імені А. І. Герцена. У тому ж році захистив кандидатську дисертацію і отримав призначення на посаду завідувача кафедрою російської літератури в Ростовському державному педагогічному університеті, де працював до 1941 року. Під час війни служив в РСЧА, був кореспондентом армійської і фронтової газет, майор. У 1946-1950 роках працював доцентом Ростовського державного університету імені В.М. Молотова і Ростовського державного педагогічного інституту.
Помер 10 жовтня 1984 року. Похований в станиці Кочетовській у дворі дому де він постійно проживав (тепер там розташований Дім-музей В.О. Закруткіна).
У Ростові-на-Дону встановлено бюст письменнику (вул. Пушкінська).

## Твори
- «Академик Плющев» (1940)
- «Коричневая чума» (1941)
- «Сила» (1942)
- «Человек со шрамом» (1943)
- «Повесть о слободе Крепкой» (1944)
- «У моря Азовского» (1945)
- «Кавказские записки» (1946)
- «За высоким плетнём» (1948)
- «Млечный путь» (екранізована в 1959 році)
- «Плавучая станица» (1950) (про трудові будні колгоспників-рибалок)
- «Без вести пропавший» (1956) (екранізована в 1957 році)
- «Цвет лазоревый. Страницы о М. Шолохове» (1965)
- «Матерь человеческая» (1969) (екранізована в 1975 році)
- «Мать сыра Земля» (1970)
- «Дорогами большой войны» (1971)
- «Подсолнух» (екранізована — «Соняшник» (1963, к/м)
- «Сотворение мира» — велике епічне полотно про загибель буржуазного світу і виникнення світової держави — СРСР з 1921 до 1945
  - т. 1, 1956
  - т. 2, 1968
  - т. 3, 1979
- «Верность» (1982)
- «На золотых песках» (1984, не завершена)

Роман «Сотворение мира» та повість «Матерь человеческая» перекладені на багато мов світу.

## Відзнаки

### Нагороди
- Орден Леніна (27.03.1978)
- Орден Червоного Прапора (18.05.1945)
- Три  ордена Трудового Червоного Прапора (15.04.1958; 29.10.1967; 02.07.1971)
- Орден Червоної Зірки (24.04.1943)
- Медаль «За оборону Кавказу»
- Медаль «За взяття Берліна»
- Медаль «За перемогу над Німеччиною у Великій Вітчизняній війні 1941—1945 рр.»
- Інші медалі

### Премії
- Сталінська премія третього ступеня (1951) - за роман «Плавуча станиця» (1950)
- Державна премія РРФСР імені М. Горького (1971) - за повість «Матір людська» (1969)
- Державна премія СРСР (1982) - за роман «Створення світу» (1951-1979)